# Codrea
Codrea è un Centro Abitato del Comune di Ferrara di 455 abitanti, facente parte della Circoscrizione 4. Con il censimento del 1981, il territorio comunale è stato considerato come un'unica frazione geografica "FERRARA", per cui non ha più senso specificare la località di appartenenza di una strada (S. Martino, Marrara, ecc...), è sufficiente scrivere via ... n° .... Ferrara.
Il toponimo possiede diverse interpretazioni: esso infatti potrebbe derivare da Trigaboli, ovvero un luogo nel quale il Po si diramava in tre rami; i Trigaboli sarebbero poi diventati tricapita e poi ancora tri-cò, ed infine Codrea per trasposizione.
Secondo il Franceschini invece, il termine gabulus indicava una corrente d'acqua secondaria che circonda un polesine, la quale si immetteva di nuovo nel corso principale del fiume. L'antico nome Caput Rede deriva dal greco reo, cioè "scorrere", e quindi l'antica denominazione di Codrea stava ad indicare l'estremità di un corso d'acqua.
La frazione sorge fra le vicine località di Contrapò, Cona e Quartesana e la storia del borgo è strettamente legata a quella del suo polesine e delle relative acque ed in particolare assume rilevante importanza il momento in cui, nel 1676, prendono avvio i lavori di scavo del Po di Volano, al fine di migliorarne il deflusso delle acque e la conseguente irrigazione dei campi circostanti.

## Monumenti e luoghi d'interesse

### Architetture religiose
Nella frazione sorge l'antica Chiesa della Conversione di San Paolo, la cui facciata si presenta oggi in stile settecentesco mentre il campanile si presenta tuttora in stile romanico, sebbene la cella campanaria e la cuspide siano state aggiunte successivamente.

### Architetture civili
Di fianco alla chiesa sorge invece il monumento ai Caduti di Codrea, costruito nel 1959 a forma di iglù in pietra bianca di Verona. Verso la via Pomposa, a valle della chiesa, sorge invece la villa Chersoni in stile neoclassico.